# Australian Greens
De Australian Greens, vooral bekend als The Greens, vormen een Australische politieke partij.

## Geschiedenis
De partij is opgericht in 1992, maar haar wortels moeten we al zoeken in de vroege jaren 1970. In 1972 ontstaat de United Tasmania Group (UTG), de eerste groene partij ter wereld. In de jaren tachtig worden banden gesmeed tussen verschillende groene groeperingen terwijl sleutelfiguren. Bob Brown en Christine Milne de eerste zetels voor de Tasmanian Greens in het regionale parlement veroveren. In 1992 wordt uiteindelijk een nationale partij opgericht, terwijl de regionale afdelingen nog even hun autonomie behouden.

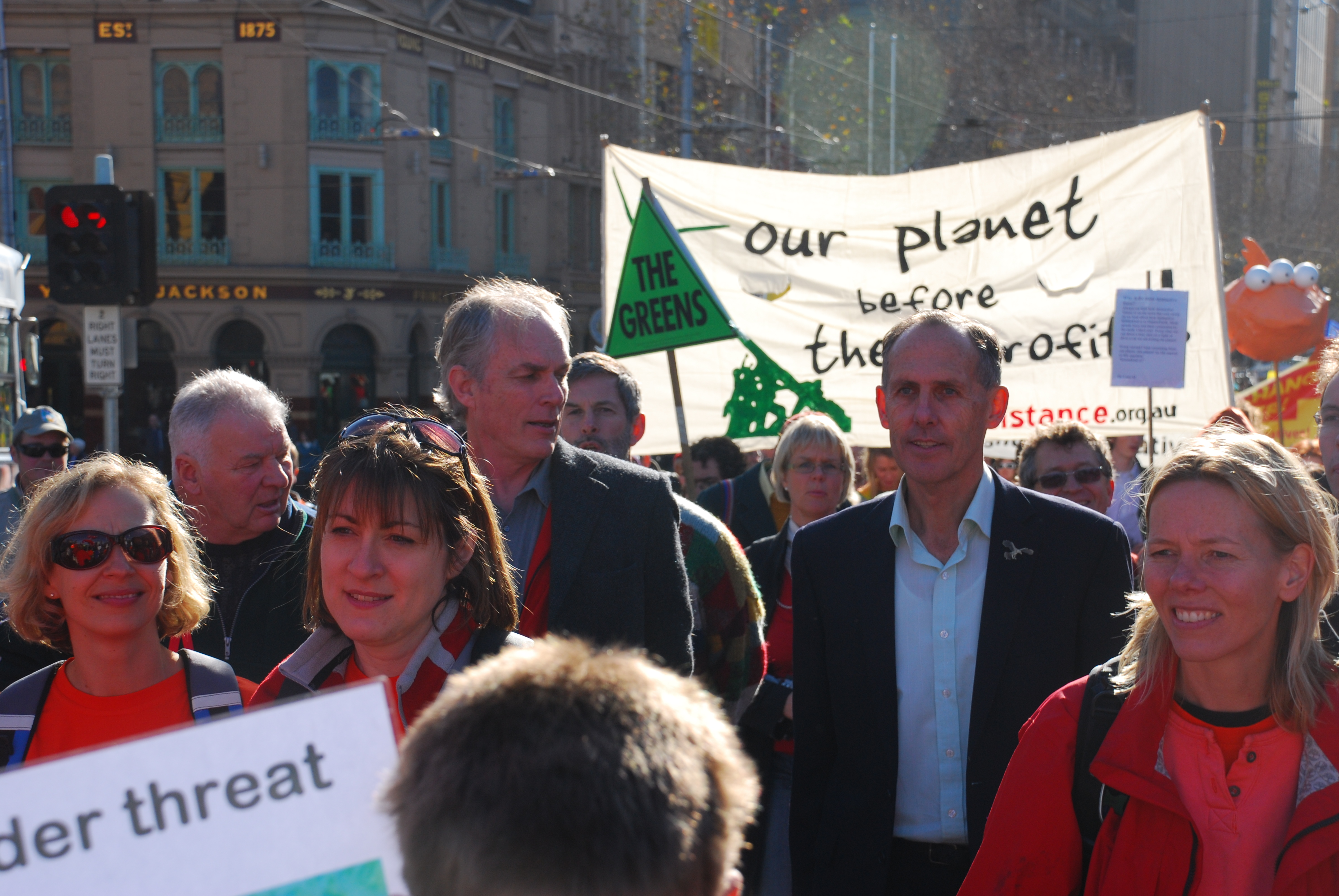
Bob Brown bij een klimaatbetoging in 2008.

In 1992 en 1993 vervoegen twee extra groene senatoren Bob Brown (die intussen is overgestapt naar het federale niveau). In de tweede helft van de jaren negentig gaan deze zetels echter opnieuw verloren en blijft enkel Brown in de Senaat. In 2001 krijgen de groenen een tweede senator. The Greens protesteren tegen het asielbeleid van de regering: de partij wordt steeds minder een single-issuepartij. Een jaar later, in 2002, winnen de groenen voor het eerst een zetel in het House of Representatives.
De verkiezingen van 2004 leveren The Greens iets meer dan zeven percent van de stemmen op. Er komen twee senatoren bij, waaronder één Christine Milne. Desalniettemin gaat de enige zetel in het Huis van Afgevaardigden verloren. Bij de verkiezingen van 2007 blijkt dat de groenen vooral aanhang werven in de binnensteden van onder meer Melbourne en Sydney en tevens in enkele liberale regio’s. In de voorsteden en op het platteland is de aanhang iets minder. Ondertussen halen de groenen negen procent van de stemmen. In augustus 2010 wordt opnieuw een groen lid voor het Huis van Afgevaardigden gekozen, Adam Bandt. Volgens een schatting zullen de groenen in de Senaat over zes tot acht senatoren beschikken.
Daarnaast beschikken The Greens nog over 22 vertegenwoordigers in de deelstaatparlement, meer dan 100 lokale raadsleden en bijna 10 000 partijleden.

## Ideologie
Net als veel andere partijen moeten de Australian Greens geplaatst worden binnen de wereldwijde groene beweging. Een voormalig groen lid van het Tasmaanse parlement, Lance Armstrong, omschrijft de Groenen als “neither left nor right but forward.” Sleutelwoorden voor de groenen zijn sociale rechtvaardigheid, een democratie aan de basis, vrede en duurzaamheid. Daarbij komen nog de nadruk op hernieuwbare energiebronnen, een pleidooi voor de uitbreiding van het openbaar vervoer en ethisch progressieve standpunten (onder meer steun voor euthanasie en homohuwelijk).

## Trivia
- Ook de filosoof Peter Singer, bio-ethicus en dierenrechtenactivist is in 1994 opgekomen voor de Australian Greens.